# On the Threshold of a Dream
《On the Threshold of a Dream》은 1969년 4월 25일, 데람 레코드에서 발매된 영국의 록 밴드 무디 블루스의 네 번째 스튜디오 음반이다.

## 내용
음반은 전자 사운드를 동반한 시로 시작하고, 음반의 마지막 부분에도 이러한 사운드가 나타난다. 음반의 대부분의 유럽식 바이닐 프레스는 음반의 런아웃 그루브로 사운드를 계속 이어가 레코드 플레이어의 톤암이 들어올릴 때까지 계속 재생되도록 한다. 음반의 테이프 및 CD 버전은 느린 페이드를 사용한다.

## 발매
| 전문가 평가      | 전문가 평가 |
| 평가 점수        | 평가 점수   |
| 출처             | 점수        |
| ---------------- | ----------- |
| AllMusic         | [ 1 ]       |
| Robert Christgau | D−          |

《On the Threshold of a Dream》는 1969년 4월 25일 영국에서, 1969년 5월 30일 미국에서 발매되었다.  《On the Threshold of a Dream》은 무디 블루스에게 그들의 첫 번째 영국 1위 음반을 제공했고, 또한 그곳에서 그들의 첫 번째 톱 20 음반이 됨으로써 그들의 미국 운명을 증진시켰다. 이 음반은 빌보드 200 차트에 2년 반 이상 머물면서 미국에서 이 그룹의 더 지속적인 음반 중 하나임을 증명했다.
이 음반은 아폴로 15호의 우주비행사 알프레드 워덴이 달로 운반한 테이프 중 하나로, 후속작인 《To Our Children's Children's Children》과 함께 발매되었다.
2006년 3월, 이 음반은 SACD 형식으로 완전히 리마스터드되었고 9개의 추가 트랙으로 재포장되었다. 2008년에 표준 오디오 CD의 리마스터가 동일한 보너스 트랙과 함께 발행되었다.

## 곡 목록
| #  | 제목                   | 작사·작곡       | 재생 시간 |
| -- | ---------------------- | --------------- | --------- |
| 1. | 〈In the Beginning〉   | 그레임 에지     | 2:08      |
| 2. | 〈Lovely to See You〉  | 저스틴 헤이워드 | 2:35      |
| 3. | 〈Dear Diary〉         | 레이 토머스     | 3:56      |
| 4. | 〈Send Me No Wine〉    | 존 로지         | 2:20      |
| 5. | 〈To Share Our Love〉  | 로지            | 2:54      |
| 6. | 〈So Deep Within You〉 | 마이크 핀더     | 3:07      |

| #  | 제목                             | 작사·작곡        | 재생 시간 |
| -- | -------------------------------- | ---------------- | --------- |
| 1. | 〈Never Comes the Day〉          | 헤이워드         | 4:43      |
| 2. | 〈Lazy Day〉                     | 토머스           | 2:43      |
| 3. | 〈Are You Sitting Comfortably?〉 | 헤이워드, 토머스 | 3:29      |
| 4. | 〈The Dream〉                    | 에지             | 0:57      |
| 5. | 〈Have You Heard (Part 1)〉      | 핀더             | 1:30      |
| 6. | 〈The Voyage〉                   | 핀더             | 3:58      |
| 7. | 〈Have You Heard (Part 2)〉      | 핀더             | 2:32      |

## 인증
| 국가                       | 인증     | 판매량/출하량 |
| -------------------------- | -------- | ------------- |
| 캐나다 (뮤직 캐나다)       | 플래티넘 | 100,000^      |
| 영국 (BPI) release of 2008 | 실버     | 60,000^       |
| 미국 (RIAA)                | 플래티넘 | 1,000,000^    |
| ^출하량을 기반으로 한 인증 |          |               |